# Phia Ménard
Phia Ménard (Nantes, 11 de febrero de 1971) es una malabarista, performer, coreógrafa y realizadora teatral francesa, que en 2014 fue condecorada con el Caballero de la Orden de las Artes y las Letras.

## Trayectoria artística
Impactada por el espectáculo Extraballe interpretado por Jérôme Thomas en 1990, a partir de 1994 ingresó en su escuela, para más tarde, integrarse en la propia compañía teatral de Thomas, debutando como intérprete en el espectáculo Hic Hoc de 1995. En paralelo, en 1997, comenzó a recibir enseñanzas del bailarín y coreógrafo Hervé Diasnas, fundador de la compañía Présence Mobilité Danse, con quien inició su formación como actriz y bailarina de danza contemporánea. En 2003 Ménard abandonó la compañía Jérôme Thomas. Dice de Thomas y Diasnas, que con ellos «aprendí a caminar».
En 1998, fundó su propia compañía Non Nova con la ambición, según ella de «abandonar la cuestión de la virtuosidad para trabajar el defecto, lejos del circo y del malabarismo, acercándome al baile, al teatro y a la performance». Su abierta transición de reasignación de género, comenzada en 2008, influyó mucho en su recorrido artístico. El primer espectáculo que nació de este proyecto en enero de 2008 fue P.P.P. (traducido al español: Posición paralela al suelo), donde el material dominante era el hielo. Este espectáculo le otorgó reconocimiento internacional, y con él volvió a hacer una gira en 2015, haciendo del hielo «su carta de presentación artística», y todo un símbolo también de su metamorfosis y de su «salida del armario».
En 2010 fue invitada por el Festival de Aviñón para el que creó la performance Black Monodie junto al poeta Anne-James Chaton en el marco de los Sujets à Vif (traducido al español: Asuntos vívidos), uno de sus proyectos artísticos interdisciplinarios. Basada en piezas musicales de Jean-Philippe Rameau, puso en escena Et in Arcadia Ego en el Teatro Nacional de la Opéra-Comique de París en 2017, con Christophe Rousset y Éric Reinhardt quiénes escribieron el guion. En 2018, presentó su pieza Saison sèche (traducido al español: Estación seca) en el Festival de Aviñón, en la cual denunció las normas patriarcales que le son impuestas a las mujeres.
Su investigación sobre la «imposibilidad de hacer malabarismos con ciertos elementos (...) y el estudio de imaginarios de transformación y degradación de los materiales naturales»,  la conduce a explorar el lodo, el agua, el aire y sus influencias sobre los comportamientos humanos.
Es artista asociada del Théâtre Nouvelle Génération de Lyon y del Théâtre National de Bretagne en Rennes. También trabaja para el Centro internacional de Formación en Artes del Espectáculo (CIFAS) de Bruselas con el filósofo Paul B. Preciado sobre la cuestión del género.

## Obra
- 1998: Le Grain
- 2001: Ascenseur, fantasmagorie pour élever les gens et les fardeaux
- 2002: Le Grand Bazar
- 2003: Zapptime, rêve éveillé d'un zappeur
- 2004: Jongleur pas confondre (conferencia espectáculo)
- 2007: Doggy Bag
- 2008: P.P.P.[3][6]
- 2010: Black Monodie
- 2011: Vortex y L'après-midi d'un foehn[3]
- 2015: Belle d'Hier[6]
- 2017: Les os noirs[18]
- 2018: Saison sèche[3]
- 2021: La trilogie des contes immoraux (pour Europe)[2][16]

## Reconocimientos

### Nominaciones
- 2016: nominación a mejor espectáculo para público joven de los premios Molière  por L'Après-midi d'un foehn.

### Condecoraciones
- 2014: Caballero de la Orden de las Artes y las Letras, a instancias de la ministra de cultura de Francia Aurélie Filippetti.